# Chris Lomme

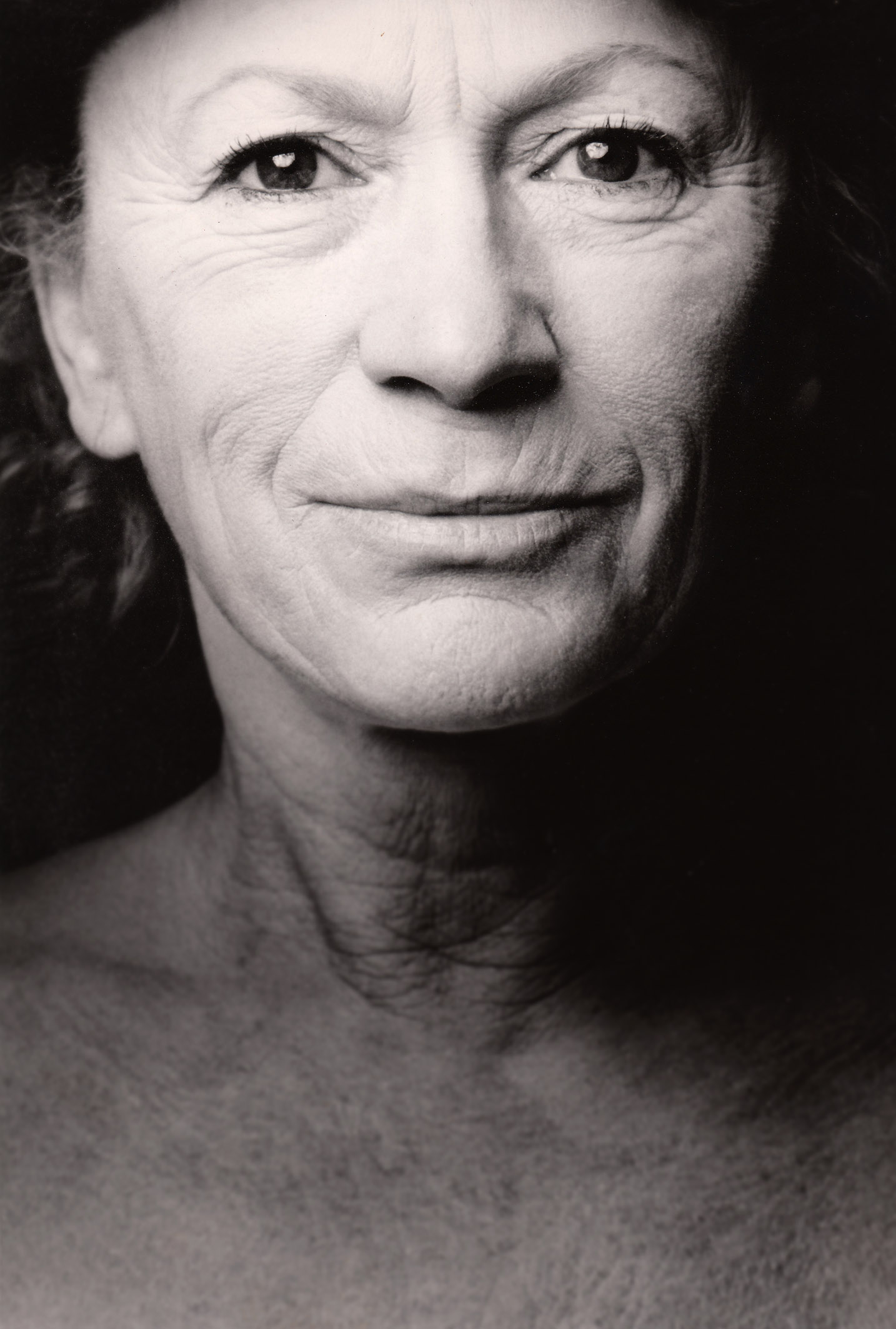
Chris Lomme (1997)

Chris Lomme (* 5. Dezember 1938 in Kortrijk, Flandern, Belgien) ist eine flämisch-belgische Schauspielerin.

## Leben
Chris Lomme wurde als Tochter zweiter Schauspieler geboren. In ihrer Heimatstadt studierte sie an der Academie voor Schone Kunsten Gesang, Schauspiel und Klavier. Anschließend spielte sie Theater. So war sie von 1962 bis 1991 am Brüsseler Theater Koninklijke Vlaamse Schouwburg angestellt. Ab 1959 trat Lomme regelmäßig in belgischen Theaterproduktionen auf, darunter auch Inszenierungen der beiden Bertolt-Brecht-Stücke Die Dreigroschenoper und Mutter Courage und ihre Kinder, die für das Fernsehen aufgezeichnet wurden. Auf der Leinwand war sie unter anderem 2009 als Mutter Oberin in der von Stijn Coninx inszenierten Filmbiografie Sœur Sourire – Die singende Nonne neben Cécile de France zu sehen. Im Jahr 2009 bekam sie den belgischen Lebenswerk-Filmpreis Mira d’Or.
Von 2001 bis zu dessen Tod 2009 war Lomme mit dem belgischen Schauspieler Nand Buyl verheiratet.

## Filmografie (Auswahl)
- 1977: Eine stille Liebe (Een stille liefde)
- 1977: Tierarzt Dr. Vlimmen (Dokter Vlimmen)
- 1978: Doodzonde
- 1979: Liebe ohne Skrupel (Twee vrouwen)
- 1980: Flachskopf (De witte)
- 1981: Das Mädchen mit dem roten Haar (Het meisje met het rode haar)
- 1982: Eine ganze Nacht (Toute une nuit)
- 1985: Erbarmungslos (Wildschut)
- 1995: Starke Frauen sind unschlagbar (She Good Fighter)
- 2000: Blinker – Ein abenteuerlicher Sommer (Blinker)
- 2004: Pieter Aspe – Mord in Brügge (Aspe, Fernsehserie, eine Folge)
- 2005: Matrioshki – Mädchenhändler (Matroesjka’s, Fernsehserie, eine Folge)
- 2008: Happy Together
- 2008: Christmas in Paris
- 2008: Katarakt (Fernsehserie, neun Folgen)
- 2009: Sœur Sourire – Die singende Nonne (Sœur Sourire)
- 2009–2011: De Rodenburgs (Fernsehserie, 13 Folgen)
- 2012–2013: Danni Lowinski (Fernsehserie, zwei Folgen)
- 2015: Voor wat hoort wat (Fernsehminiserie)
- 2016: Hinter den Wolken (Achter de wolken)
- 2018: Thuis (Fernsehserie, fünf Folgen)
- 2019: Phil Frisco (Fernsehserie, acht Folgen)
- 2020: Undercover (Fernsehserie, sieben Folgen)